# Lilla Edet (Gemeinde)
Koordinaten: 58° 8′ N, 12° 8′ O

Lilla Edet ist eine Gemeinde (schwedisch kommun) in der schwedischen Provinz Västra Götalands län und den historischen Provinzen Västergötland sowie Bohuslän. Der Hauptort der Gemeinde ist Lilla Edet.

## Geschichte
Vor der Zusammenlegung von Älvsborgs län, Skaraborgs län und Göteborgs och Bohus län zu Västra Götalands län gehörte Lilla Edet zur Provinz Älvsborg.
Die Gemeinde in der heutigen Form existiert seit 1971, als sich Lilla Edet, Lödöse und Inlands Torpe zu einer Gemeinde zusammenschlossen.

## Wirtschaft
Neben der Gemeinde selbst ist der größte Arbeitgeber die Papierfabrik „SCA Hygiene Products AB Edet Bruk“. Sie stellt mit etwa 500 Mitarbeitern das in ganz Schweden bekannte Toilettenpapier Edet her.

## Orte
- Lilla Edet
- Lödöse
- Göta
- Nygård
- Hjärtum